# 1944 v loďstvech
Tento článek obsahuje významné události v oblasti loďstev v roce 1944.

## Lodě vstoupivší do služby
- 31. ledna –  USS Franklin (CV-13) – letadlová loď třídy Essex
- 15. dubna –  USS Hancock (CV-19) – letadlová loď třídy Essex
- 16. dubna –  USS Wisconsin (BB-64) – bitevní loď třídy Iowa
- 8. května –  USS Ticonderoga (CV-14) – letadlová loď třídy Essex
- 11. června –  USS Missouri (BB-63) – bitevní loď třídy Iowa
- 6. srpna –  USS Bennington (CV-20) – letadlová loď třídy Essex
- 9. října –  USS Randolph (CV-15) – letadlová loď třídy Essex
- 1. září –  USS Devilfish (SS-292) – ponorka třídy Balao
- 15. září –  USS Shangri-La (CV-38) – letadlová loď třídy Essex
- 26. listopadu –  USS Bon Homme Richard (CV-31) – letadlová loď třídy Essex